# Chen Yinke
Chen Yinke, o Chen Yinque (en chino tradicional, 陳寅恪; 3 de julio de 1890-7 de octubre de 1969) fue un historiador chino, erudito, y compañero de la Academia Sínica, considerado uno de los historiadores más originales y creativos del siglo XX en China. Sus trabajos representativos son Borradores de ensayos sobre los orígenes de la Dinastía Sui | Institutos Sui y Dinastía Tang | Tang, Borrador de la historia política de Tang y Una biografía alternativa de Liu Rushi.

## Biografía

### Primeros años
Chen Yinke nació en Changsha, Hunan en 1890, y su hogar ancestral fue Yining, Jiangxi (ahora Xiushui County) (Hakka). El padre de Yinke, Chen Sanli, era un famoso poeta, uno de los "Cuatro Caballeros" de la Reforma de los Cien Días. Su abuelo era Chen Baozhen, el gobernador de Hunan entre 1895 y 1898.
Cuando era niño, Chen Yinke asistió a una escuela privada en Nanjing, y una vez fue un estudiante de zh, un sinólogo. Su familia tenía una tradición distinguida en el aprendizaje clásico, por lo que estuvo expuesto desde una edad temprana a los clásicos chinos, a la historia, y a la filosofía. En 1902 fue a Japón con su hermano mayor Chen Hengke estudiar en el zh (Kobun Institute) en Tokio, donde otros estudiantes chinos como Lu Xun también fueron inscritos. En 1905 se vio obligado a regresar a China debido al beriberi, y estudió en Fudan Public School, Shanghái.
En 1910 obtuvo una beca para estudiar en la Universidad de Berlín, y más tarde en la Universidad de Zúrich y Institut d'Etudes Politiques de Paris. En 1914 regresó a China debido a la Primera Guerra Mundial.
En el invierno de 1918 obtuvo otra beca oficial de Jiangxi para estudiar en el extranjero otra vez. El estudió Sanskrit y Pali en Harvard University debajo Charles Rockwell Lanman. En Harvard conoció a Wu Mi por primera vez Wu Mi, quien estaba estudiando literatura bajo Irving Babbitt. Se convirtieron en amigos para toda la vida. En 1921, fue a la Universidad de Berlín para estudiar idiomas orientales bajo Heinrich Lüders, Lenguas de Asia Central bajo Max Müller, YMongolian abajo Erich Haenisch. Adquirió un conocimiento de Mongolia, Tibetan, Manchu, Japanese, Sanskrit, Pali, English, French, German, Persian, Turkic, Tangut, Latin, y Greek. Particularmente notable fue su dominio de Sánscrito y Pali. zh Una vez le dijo: "Es bueno para ti poder leer libros en idiomas extranjeros. Solo sé chino, así que no tengo más que leer después de terminar todos los libros chinos ".

### Período Tsinghua
En marzo de 1925 regresó a China nuevamente, mientras que Wu Mi estaba a cargo de la Instituto de Estudios Guoxue, Escuela Tsinghua. Aceptó la invitación para convertirse en supervisor en el Instituto de Estudios Guoxue, Juntos con Wang Guowei, Liang Qichao y Zhao Yuanren. En 1928, la escuela Tsinghua se reestructuró para convertirse en la Universidad de Tsinghua. Chen fue empleado como profesor en el Departamento de Historia y Lengua China y el Departamento de Historia, mientras que también es adjunto con Universidad de Peking. Chen se casó Tang Yun (唐筼), nieta de Tang Jingsong, exgobernador de la República de Formosa, en el verano de 1928. Durante este tiempo, principalmente dio conferencias sobre Buddhist texts traducción, documentos históricos de Jin Dynasty, Dinastías del sur y del norte, Sui Dynasty, Tang Dynasty, y Mongolia. También se convirtió en miembro adjunto de la Junta de Academia Sínica, investigador y director del Departamento 1 de The Instituto de Historia y Filosofía, miembro de la junta de Museo del Palacio Nacional, miembro de Comité de documentos de la dinastía Qing. Entre los muchos estudiantes en este momento que pasaron a carreras académicas se Zhou Yiliang y Yang Lien-sheng.
Después de la Segunda guerra sino-japonesa empezó, Chen se mudó a la Universidad Asociada Nacional del Suroeste, Kunming, Yunnan, enseñando conferencias sobre la historia de la dinastía Jin, Dinastías del sur y del norte, historia de la dinastía Sui y la dinastía Tang, y poesía de Yuan Zhen y Bai Juyi.

### Durante la guerra
En 1939, la Universidad de Oxford le ofreció una cátedra en Historia de China. Se fue a Hong Kong en septiembre de 1940 en su camino a Reino Unido, pero fue forzado a regresar Kunming debido a las batallas en curso. En 1941 se convirtió en profesor invitado con Universidad de Hong Kong para enseñar la historia de la dinastía Sui y la dinastía Tang. Desde la ocupación japonesa en Hong Kong comenzó a finales de 1941, él llevó a cabo investigaciones de historia en el hogar, que resultó en la redacción de  Una breve introducción a la historia política de la dinastía Tang. En julio de 1942, Chen huyó a Guilin para enseñar en la Universidad de Guangxi, más tarde en diciembre de 1943 se mudó a Chengdu para enseñar en la Universidad de Yenching. Se convirtió en empleado de la Universidad de Tsinghua por segunda vez en 1946.

### En la Universidad Lingnan
Él comenzó a enseñar en Lingnan University, Guangzhou a fines de 1948.Como resultado de una campaña de reestructuración a nivel nacional en universidades y facultades, La Universidad de Lingnan se fusionó con la Universidad de Zhongshan en 1952. Chen Yinke enseñó cursos sobre la historia de la dinastía Jin y las dinastías del sur y del norte, historia de la dinastía Tang, y yuefu de la dinastía Tang. En 1953 comenzó a escribir  Biografía de Liu Rushi, una investigación en profundidad de la poesía y las actividades de Liu Rushi, una prostituta famosa a finales dinastía Ming y principios dinastía Qing. Terminó esta última gran obra en 1964, para entonces haberse vuelto completamente ciego. Se convirtió en vicepresidente de Instituto Central de Investigación de Cultura e Historia en julio de 1960.

### Durante la revolución cultural

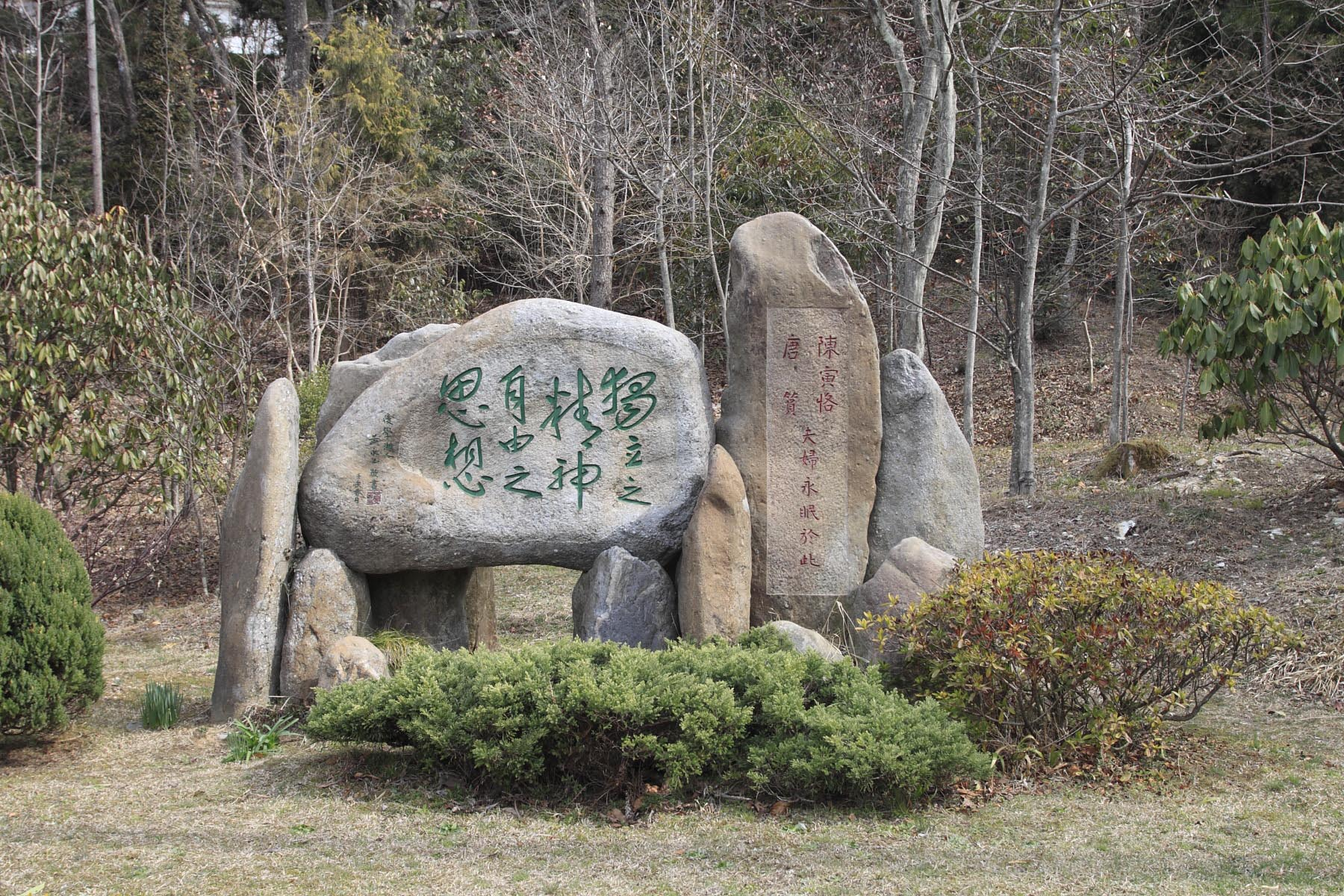
Tomb of Chen Yinke and his wife

Chen fue perseguido durante la Revolución Cultural debido a su conexión anterior con el fuera de favor. Tao Zhu. Él y los sueldos de su esposa fueron congelados por el Guardias rojos. Varias veces se vio obligado a escribir declaraciones para aclarar su posición política: "Nunca he hecho nada dañino para los chinos en mi vida. He sido profesor durante 40 años, solo enseñando y escribiendo, pero nada práctico (for Kuomintang)". Muchas de sus colecciones de libros y manuscritos fueron robados. Él murió en Guangzhou el 7 de octubre de 1969 para insuficiencia cardíaca y obstrucción intestinal repentina. 11 días después, su obituario fue publicado por el Southern Daily. Las cenizas de hueso de Chen y su esposa se almacenaron en el Cementerio Revolucionario Yinhe al principio, pero movido a Lushan Jardín Botánico en 2003. Ahora están enterrados cerca de la tumba de Chen Fenghuai.

## Ideología de la investigación

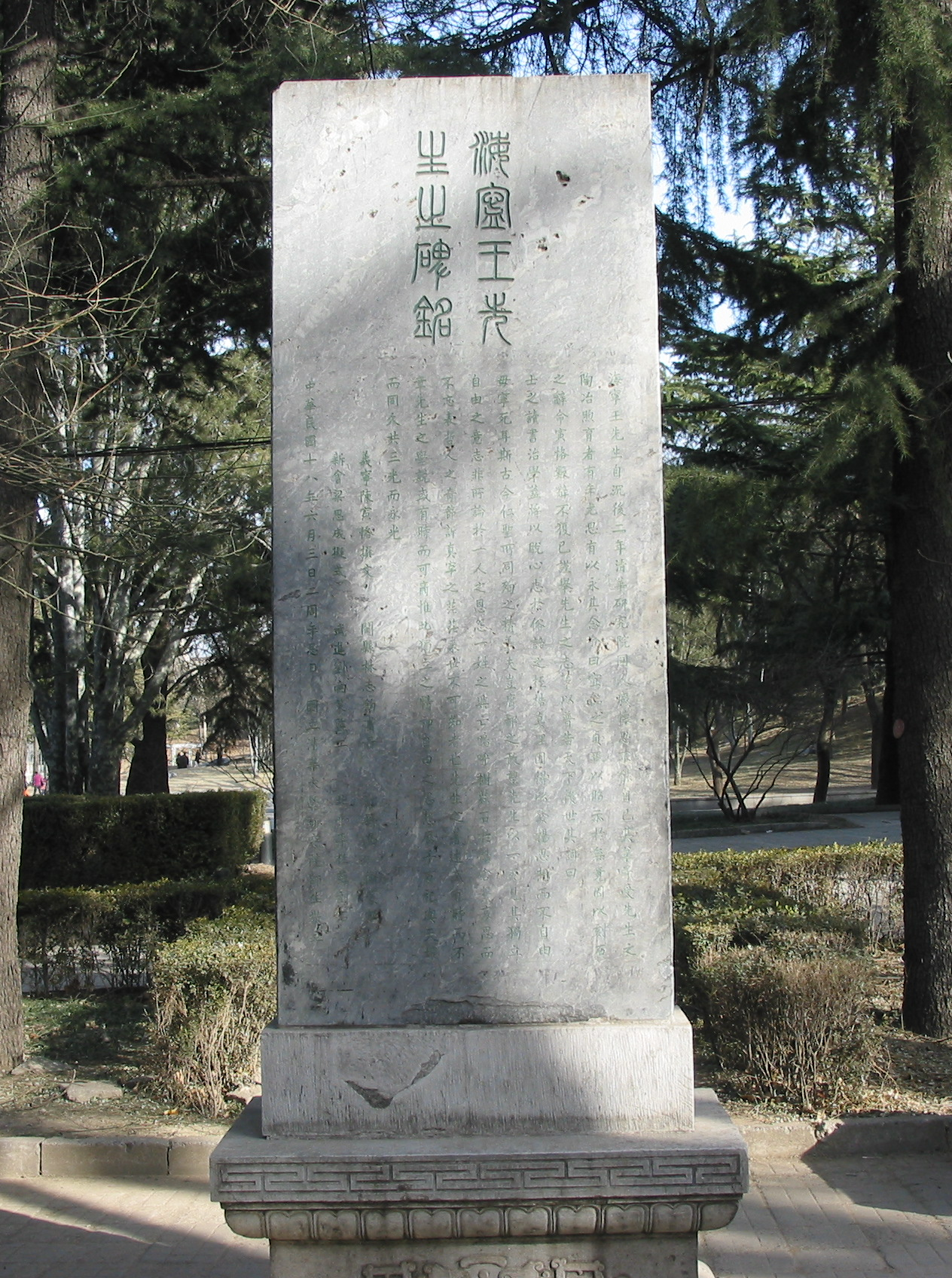
The Monument of Wang Guowei, texto escrito por Chen Yinke que incluye "pensamientos de libertad, espíritus de independence"

En la década de 1920, Chen Yinke insistió en que la investigación debería ser de "pensamientos de libertad, espíritus de independencia". En 1953 fue designado como jefe del Segundo Departamento de Estudio del Instituto de Historia en la Academia China de Ciencias. Él exigió que se concedieran dos solicitudes, en su  "Respuesta a la Academia de Ciencias de China" el 1 de diciembre. El primero fue  el Instituto de Historia China Medio-Antigua estar exento de las doctrinas de Marxism, así como asistir a conferencias de política "; El segundo fue una carta de aprobación de Mao Zedong o Liu Shaoqi, como un escudo ". Explicó que" Mao ", la máxima autoridad política, y Liu, el líder del partido, debería tener un consenso conmigo sobre el asunto, de lo contrario la investigación académica estaría fuera de discusión." Él no asumió el cargo con el tiempo, continuando trabajando en la Universidad de Zhongshan. El incidente no fue revelado al público hasta la década de 1980.

## Lista de trabajos
- Chen Yinke Wei Jin Nan Bei Chao Shi Yan Jiang Lu (Conferencias sobre la historia de las dinastías Wei, Jin, del sur y del norte)
- Sui Tang Zhi Du Yuan Yuan Lue Lun Gao (Una breve introducción a los orígenes de las instituciones de las dinastías Sui y Tang)
- Tang Dai Zheng Zhi Shi Lun Shu Gao (Una breve introducción a la historia política de la dinastía Tang)
- Yuan Bai Shi Jian Zheng Gao (Testificando sobre los poemas de Yuan Zhen y Bai Juyi)
- Lun Zai Sheng Yuan (En Zai Sheng Yuan)
- Liu Ru Shi Bie Zhuan (Una biografía no oficial de Liu Rushi)
- Jin Ming Guan Cong Gao Chu Bian (Escritos sobre Jin Ming Guan, vol. 1)
- Han Liu Tang Ji
- Chen Yin Ke Xue Shu Wen Hua Sui Bi (Ensayos sobre la Academia y la Cultura de Chen Yinke)
- Chen Yin Ke Wen Ji (Colección de Chen Yin Ke)
- Chen Yin Ke Ji (Corpus de Chen Yin Ke)
- Jin Ming Guan Cong Gao Er Bian (Escritos sobre Jin Ming Guan, vol. 2)